# 9K34 Strela-3
Die 9K34 Strela-3 (russisch Стрела-3 ‚Pfeil‘, Betonung: Strelá) ist die Bezeichnung einer schultergestützten Kurzstrecken-Boden-Luft-Rakete aus sowjetischer bzw. russischer Produktion. Der NATO-Codename lautet SA-14 Gremlin.

## Entwicklung
Die 9K43 Strela-3 wurde in der Sowjetunion als Nachfolgerin der 9K32 Strela-2 entwickelt. Bereits früh war klar geworden, dass die Schwachstelle der Strela-2 ihr Suchkopf und dessen Empfindlichkeit gegenüber Abwehrmaßnahmen war. Ab 1970 wurde daher die Strela-3 entwickelt und 1974 bei der Sowjetarmee eingeführt. Hauptunterschied zur Strela-2 ist der neue Suchkopf, der eine bessere Zielerfassung und -Verfolgung garantieren und die Schwachstellen des Vorgängermodells minimieren soll.
Bis zum Produktionsende im Jahr 1988 wurden rund 56.000 9M36-Lenkwaffen produziert.

## Technik
Bei der Strela-3 9K34 handelt es sich um ein schultergestütztes Flugabwehrsystem (MANPADS), das aus den drei Hauptkomponenten:
- 9P59: Transport- und Startbehälter
- 9P85M: Start- und Visiergerät
- 9P51: Behälter mit Thermalbatterie und Kühlmittel für den Suchkopf
- 9M36: Lenkwaffe

Die 9M36-Lenkwaffe wird in einem versiegelten 9P59-Transport- und Startbehälter aus GFK aufbewahrt. An dem Startbehälter ist das 9P85M-Griffstück mit integrierter Elektronik, die 9P51-Thermalbatterie sowie einer Visiereinrichtung mit Tageslicht-Zieloptik angebracht. Die Strela-3 wiegt startbereit 16 kg. An die Visiereinrichtung kann das 1L13-Freund-Feind-Erkennungs-System angeschlossen werden. Die 9M36-Lenkwaffe ist mit einem passiven Infrarot-Suchkopf der Firma LOMO ausgerüstet. Der 9E45-Suchkopf verwendet einen Bleisulfid-Halbleiter und reagiert auf IR-Strahlung zwischen 3,5 und 5 µm Wellenlänge. Vor dem Start wird der Suchkopf mit flüssigem Stickstoff gekühlt. Gegenüber dem Vorgängermodell Strela-2 wurde die Empfindlichkeit des Suchkopfes gegen Abwehrmaßnahmen gesenkt, indem beispielsweise optische Filter eingebaut wurden, die Täuschkörper herausfiltern und somit eine höhere Trefferwahrscheinlichkeit gewährleisten. Der Suchkopf ermöglicht nunmehr das Erfassen frontal anfliegender Ziele. Der Splittergefechtskopf wiegt 1,27 kg und wird durch einen Aufschlagzünder zur Detonation gebracht, d. h., die Rakete muss das Ziel direkt treffen. Als Antrieb dient ein Feststoff-Raketentriebwerk, das gezündet wird, wenn die von einer Gasladung ausgestoßene Rakete das Startrohr einige Meter verlassen hat. Die Zielverfolgung durch die Lenkwaffe erfolgt nach dem Prinzip der Proportionalnavigation, d. h. die Elektronik errechnet die Winkelgeschwindigkeit des Ziels und sendet Steuerbefehle, um die Differenz auf Null zu bringen. Verfehlt die Lenkwaffe das Ziel, zerstört sie sich nach einer bestimmten Flugzeit durch Selbstzerlegung.
Die Strela-3 funktioniert nach dem Fire-and-Forget-Prinzip, d. h. nach dem Abfeuern verfolgt die Rakete ihr Ziel selbstständig. Mit der Strela-3 können Flugzeuge, Hubschrauber und Drohnen bekämpft werden. Der vertikale Einsatzbereich der Lenkwaffe liegt bei 30 bis 3.000 m bei einem horizontalen Kampfbereich von 0,5 bis 4,5 km. Frontal anfliegende Luftziele können bis zu einer Fluggeschwindigkeit von 260 m/s bekämpft werden. Die maximale Fluggeschwindigkeit für die Bekämpfung abfliegender Luftziele liegt bei 310 m/s.

## Einsatz
Am 20. September 2002 startete eine irakische MiG-23 von der Basis Al Bakr und wich während eines Übungseinsatzes mit Bomben vom Kurs ab. Der Pilot unternahm den Versuch, den Maqar-al-Thartar-Palast zu attackieren, wo sich Saddam Hussein zu dieser Zeit aufhielt. Die Leibgarde verhinderte die Attacke und schoss den Jet mit einer Strela-3 ab.
Im November 2003 wurde eine Strela-3 auf eine Frachtmaschine Airbus A300 der DHL abgefeuert, kurz nachdem diese vom Flughafen in Bagdad abgehoben hatte. In etwa 2.400 Metern Höhe traf die Strela-3 den Winglet der linken Tragfläche, beschädigte die Vorflügel sowie den A1-Tank und verursachte einen Brand. Ein Druckverlust auf den drei Hydrauliksystemen führte zum kompletten Verlust der Steuerung. Trotzdem gelang es der Besatzung, das Flugzeug nur durch Regelung der Schubverhältnisse der Triebwerke zurück zur Landebahn zu steuern und es dort, wenngleich nach einer Bruchlandung, unverletzt zu verlassen. Der Vorfall erlangte in Fliegerkreisen hohe Aufmerksamkeit.
Im Frühjahr 2007 wurde bekannt, dass im Irakkrieg zunehmend US-Hubschrauber gezielt angegriffen wurden, wobei zuletzt Strela-3 zum Einsatz gekommen seien, während zuvor allenfalls die älteren Strela-2 in den Händen der Aufständischen vermutet wurden. Die Waffen seien aus früheren Ostblock-Ländern über Syrien in die Hände irakischer Kämpfer geraten, was auch Stimmen aus der früheren, nun verbotenen Baath-Partei angekündigt hatten.
Im Bürgerkrieg in Syrien wird die Strela-3 von den Oppositionsgruppen eingesetzt.
Weiter setzen die Ukrainischen Streitkräfte die Strela-3 beim russischen Überfall auf die Ukraine ein.

## Verbreitung
Daten aus
- Afghanistan – 100
- Angola – 300
- Aserbaidschan – unbekannte Anzahl
- Bosnien und Herzegowina – unbekannte Anzahl
- Bulgarien – 200
- Finnland – 105
- Georgien – unbekannte Anzahl
- Indien – 600
- Irak – 500
- Iran – unbekannte Anzahl
- Jordanien – 200
- Jugoslawien – unbekannte Anzahl
- Kroatien – unbekannte Anzahl
- Kuba – 500
- Kuwait – 500
- Nicaragua – 100
- Nordkorea – unbekannte Anzahl
- Peru – unbekannte Anzahl
- Polen – 100
- Russland – unbekannte Anzahl
- Syrien – 1.500
- Tschechoslowakei – 200
- Turkmenistan – unbekannte Anzahl
- Ungarn – 300
- Vereinigte Arabische Emirate – 100